# 달빛 소나타
《달빛 소나타》는 대한민국의 SBS에 방송됐던 예능 프로그램이다. 시청률 저조로 인해 방송 3개월 만에 종영하였다.

## 방송 시간
- 1996년 10월 15일 ~ 1997년 1월 28일 : 화요일 밤 11시 ~ 12시

## 역대 진행자
- 이영하
- 이영자

## 에피소드 목록
- 1996년 10월 15일 : 이승철, 강문영[1] 부부
- 1996년 10월 22일 : 이영범, 노유정[2] 부부